# VIII Juegos Centroamericanos y del Caribe
Los VIII Juegos Centroamericanos y del Caribe se celebraron en la ciudad de Caracas, Venezuela, la ciudad de Caracas fue la segunda ciudad sudamericana en realizar estos juegos.

## Historia
Se había anunciado la contienda de los VIII Juegos del 2 al 18 de diciembre de 1958, pero debido al rompimiento de la dictadura de Marcos Pérez Jiménez, estos se trasladan del 6 al 15 de enero de 1959 en la ciudad de Caracas, Venezuela. En esta justa asistieron 1,150 atletas y participaron en 17 disciplinas. 
El resultado final dejó a México como ganador, seguido por Venezuela.

## Equipos participantes
No asistieron República Dominicana, Haití, Honduras y Cuba, siendo este último el gran ausente debido al recién triunfo de la revolución. Por otra parte, Guyana se incursionó por primera vez a los Juegos. 

## Medallero
La tabla se encuentra ordenada por la cantidad de medallas de oro, plata y bronce.
Si dos o más países igualan en medallas, aparecen en orden alfabético.
| Núm. | País                  | Oro | Plata | Bronce | Total |
| ---- | --------------------- | --- | ----- | ------ | ----- |
| 1    | México                | 52  | 37    | 42     | 132   |
| 2    | Venezuela             | 35  | 31    | 34     | 100   |
| 3    | Puerto Rico           | 9   | 19    | 8      | 36    |
| 4    | Panamá                | 7   | 6     | 11     | 24    |
| 5    | Colombia              | 6   | 10    | 4      | 20    |
| 6    | Antillas Neerlandesas | 4   | 5     | 3      | 12    |
| 7    | Guyana                | 2   | 1     | 1      | 4     |
| 8    | Guatemala             | 1   | 5     | 7      | 13    |
| 9    | El Salvador           | 1   | 3     | 5      | 9     |
| 10   | Jamaica               | 1   | 2     | 1      | 4     |
| 11   | Nicaragua             | 0   | 0     | 2      | 2     |
| 12   | Costa Rica            | 0   | 0     | 1      | 1     |